# Dolores Fernández Ochoa
Dolores Fernández Ochoa (* 16. November 1966 in Madrid) ist eine ehemalige spanische Skirennläuferin.

## Karriere
Ihr erstes internationales Großereignis bestritt Fernández Ochoa 1982 bei den Juniorenweltmeisterschaften in Auron, wo sie ihre beste Platzierung mit Rang 24 im Slalom erreichte.
1984 nahm sie an den Olympischen Winterspielen in Sarajevo teil, wobei sie jedoch sowohl im Riesenslalom als auch im Slalom ausschied.
Ihre ersten Weltmeisterschaften bestritt sie im darauffolgenden Jahr in Bormio, wobei sei Platz 30 im Riesenslalom belegte. Im Slalom schied sie aus.

## Privates
Dolores Fernández Ochoa stammt aus einer der bekanntesten Sportfamilien Spaniens. Ihr Bruder Francisco wurde gewann 1972 die erste spanische Goldmedaille bei Olympischen Winterspielen. Ihre Schwester Blanca war ebenfalls erfolgreiche Skirennläuferin, sie gewann 1992 als erste spanische Frau eine Medaille bei Olympischen Winterspielen. Auch zwei weitere Brüder, Juan Manuel und Luis waren als Skirennläufer aktiv.

## Erfolge

### Olympische Winterspiele
- Sarajevo 1984: DNF Riesenslalom, DNF Slalom

### Weltmeisterschaften
- Bormio 1985 30. Riesenslalom, DNF Slalom

### Juniorenweltmeisterschaften
- Auron 1982: 24. Slalom, 31. Riesenslalom